# San hô (màu)
 #FF7F50 
Màu san hô là màu cam ánh hồng, lấy theo màu sắc của các lớp san hô (sinh vật ngành Cnidaria, lớp Anthozoa).

## Tọa độ màu
```
Số Hex
 =  #FF7F50

RGB
   (r, g, b)      = (255, 127, 80)

CMYK
  (c, m, y, k)   = (0, 69, 50, 0)

HSV
 (h, s, v) =  (16, 69, 100)
```